# Heinkel He 176
El Heinkel He 176 fue un avión cohete experimental que voló en Alemania en 1939. Fue el primer avión del mundo propulsado únicamente por un motor cohete de propelente líquido.

## Desarrollo
El diseño del aparato empezó a finales de 1936, estando todos los planos listos alrededor de julio de 1937, dándose entonces inicio a la construcción del He 176. El equipo de diseño estaba liderado por Walter Künzel, con un equipo especializado en diversos campos: Walter Günter se encargó de la aerodinámica junto con Adolf Jensen, que también se encargó de la mecánica de vuelo. Otro ingeniero, H. Bosch, se centró en los análisis de carga y fatiga. Su trabajo se llevó a cabo en el Sonderentwicklung I, un departamento separado del edificio principal de Heinkel en Rostock-Marienehe.
El fuselaje del He 176 era de sección circular, con un diámetro apenas capaz de ubicar en su interior al piloto. Las alas elípticas de implantación media, casi embrionarias y que eran en gran medida únicamente superficies de control, tenían un borde de ataque recto y un marcado diedro positivo. En el morro del avión se instalaba el piloto, con una excelente visibilidad gracias al domo acristalado frontal. Tras él se encontraban los depósitos de combustible, y en la sección de cola, el motor cohete y un paracaídas de frenado.
Dado que el piloto accedía al aparato a través de una escotilla superior, y para facilitar su escape en caso de emergencia, toda la sección frontal podía desprenderse del resto del avión mediante cargas explosivas, liberando al piloto, que podía entonces lanzarse libremente en paracaídas.
El prototipo fue trasladado a Peenemünde, donde su desarrollo podía llevarse a cabo con mayor secreto. El primer vuelo tuvo lugar el 20 de junio de 1939, pilotado por el capitán Erich Warsitz y propulsado por un motor Walter RI-203 que podía desarrollar un empuje máximo de 400 kg. Al día siguiente tuvo lugar otro vuelo ante altos cargos del Reichsluftfahrtministerium (Ministerio del Aire), como Erhard Milch (que ascendió a Warsitz a Flugkapitän tras el vuelo) y Ernst Udet. Este último no quedó muy impresionado y prohibió más vuelos debido a los riesgos. Sin embargo, el 3 de julio se realizó otra exhibición ante el mismo Adolf Hitler.
Finalmente, y tras la cancelación del proyecto, el He 176 fue almacenado en el Museo del Aire de Berlín, donde resultó destruido en uno de los bombardeos sobre la ciudad en 1944.

## Especificaciones (He 176 V1)

### Características generales
- Tripulación: 1
- Longitud: 5,2 m
- Envergadura: 4 m
- Altura: 1,5 m
- Superficie alar: 5,5 m²
- Peso vacío: 1.570 kg
- Planta motriz: 1× motor cohete de combustible líquido HWK RI-203.
  - Empuje normal: 400 kg de empuje.

### Rendimiento
- Velocidad máxima operativa (Vno): 750 km/h (teórica)
- Alcance: 110 km
- Radio de acción: km
- Alcance en combate: km
- Alcance en ferry: km